# Оказакі Момоко
Оказакі Момоко (яп. 岡崎 百々子; нар. 3 березня 2003, Префектура Фукуока, Японія), також відома під псевдонімом Momometal — японська співачка та танцюристка. Найвідоміша як учасниця кавай-метал-гурту Babymetal, до якого приєдналася як гастролююча учасниця у 2019 році, перш ніж стати офіційною учасницею у 2023 році. Раніше була учасницею дівочого гурту Sakura Gakuin та представлена агентством талантів Amuse Inc.

## Ранні роки
Оказакі народилася в префектурі Фукуока 3 березня 2003 року, друга дочка коміка Гакати Ганамару. У 3-річному віці переїхала з родиною до префектури Канаґава.

## Життєпис
Підписала контракт з агентством талантів Amuse Inc. у 2014 році, а музичну кар'єру розпочала у травні 2015 року, приєднавшись до жіночої айдол-групи Sakura Gakuin. Вона була частиною підпідрозділів кулінарного клубу «Міні Паті» та наукового клубу «Kagaku Kyūmei Kikō Logica?». На церемонії передачі у 2017 році її було призначено головою правління «Наполегливість» («Ганбаре»). Окрім участі в Sakura Gakuin, вона також була постійною моделлю для модного журналу Love Berry та акторкою. З грудня 2017 року по лютий 2018 року вона виконувала роль Елізабет Мідфорд у мюзиклі «Темний дворецький: Танго на Кампанії», але розірвала свій контракт з Amuse наприкінці того ж місяця та оголосила, що вивчатиме англійську мову за кордоном.
У 2019 році стала однією з трьох танцюристок на підтримку Babymetal, які по черзі замінювали третю танцівницю в хореографії тріо після того, як початкова учасниця гурту Юі-метал залишила його через хворобу. Вона вперше виступила з гуртом на фестивалі Super Slippa 2019 року на Тайвані, а згодом з'явилася в музичних відео на пісню "Da Da Dance" та "Light and Darkness". У серпні 2021 року Babymetal оголосили про перерву у своїй діяльності, під час якого брала участь у південнокорейському реаліті-шоу на виживання Girls Planet 999.
Окадзакі офіційно представлена новою учасницею Babymetal 1 квітня 2023 року, де взяла сценічний псевдонім Momometal. 18 серпня її вокал прозвучав у розмовній частині цифрового синглу Babymetal "Metali!!".

## Дискографія

### У складі Sakura Gakuin
- Sakura Gakuin 2015 Nendo: Kirameki no Kakera (2016)[18]
- Sakura Gakuin 2016 Nendo: Yakusoku (2017)[19]
- Sakura Gakuin 2017 Nendo: My Road (2018)[20]

### У складі Babymetal
- Metal Forth (2025)

## Фільмографія

### Фільми
- Mischievous Kiss The Movie: High School (イタズラなkiss THE MOVIE ハイスクール編) (2016), Rika Irie[21][22]
- Saki Achiga-hen: Episode of Side-A (咲-Saki-阿知賀編 episode of side-A) (2018), Hyakka Kurumai[23]

### Теле-шоу
- Saki Achiga-hen: Episode of Side-A (咲-Saki-阿知賀編 episode of side-A) (2017), Hyakka Kurumai[23]
- Girls Planet 999 (2021)[24]

## Театр
- Black Butler: Tango on the Campania (2017–2018), Elizabeth Midford